# Hayfield (Minnesota)
Hayfield è una città degli Stati Uniti d'America, situata in Minnesota, nella contea di Dodge.